# Majed Hassan
Majed Hassan là một cầu thủ bóng đá người Các Tiểu vương quốc Ả Rập Thống nhất thi đấu ở vị trí tiền vệ In Shabab Al-Ahli và Các Tiểu vương quốc Ả Rập Thống nhất.

## Danh hiệu
Các Tiểu vương quốc Ả Rập Thống nhất
- Cúp các quốc gia vùng Vịnh: 2013
- Hạng ba Cúp bóng đá châu Á: 2015